# Barmer (Stadt)

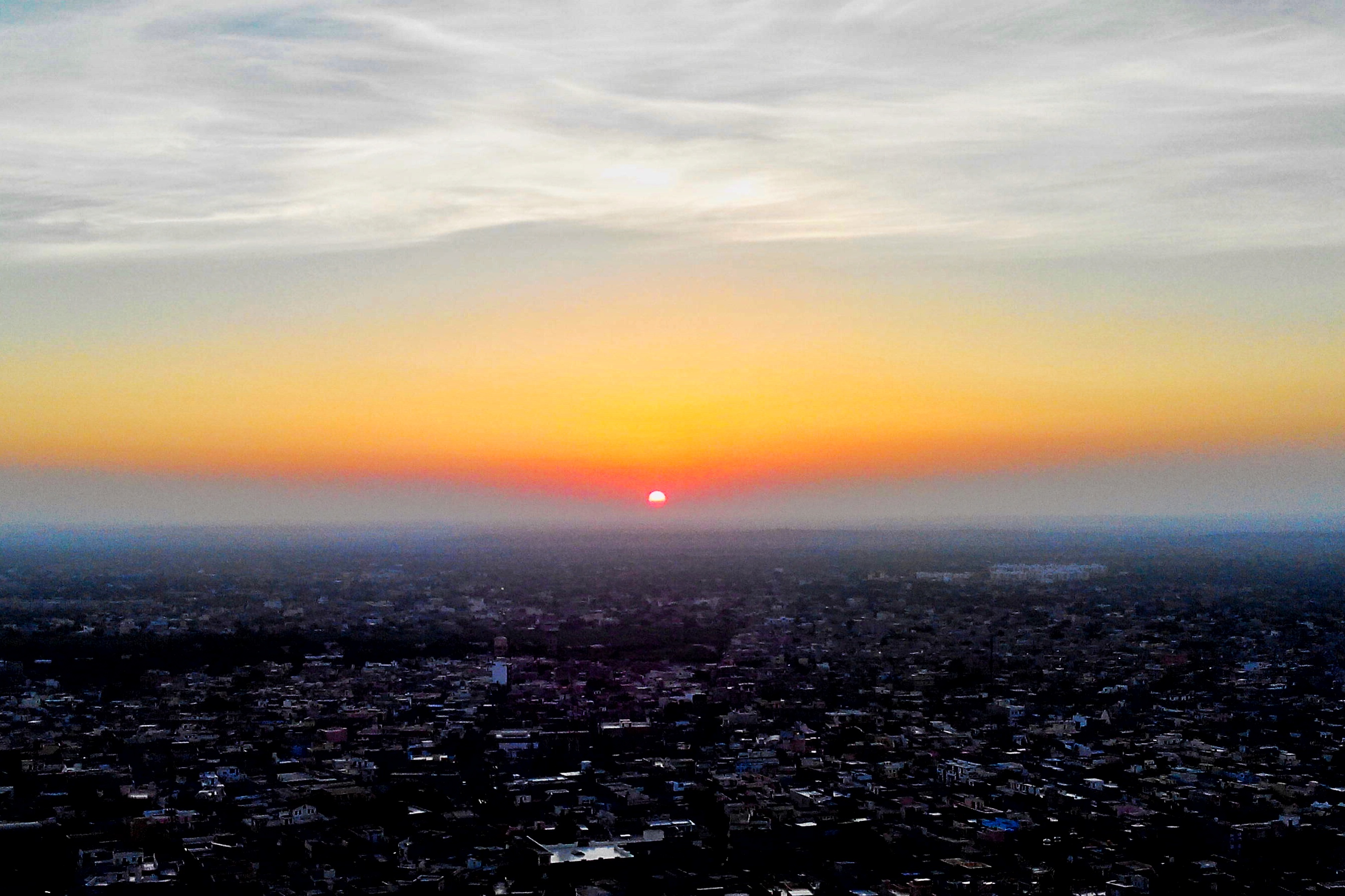
Barmer, von einem Hügel bei Sonnenaufgang fotografiert (2014)

Barmer (Hindi: बाड़मेर, Bāṛmer) ist eine Stadt im westindischen Bundesstaat Rajasthan. Sie hat knapp 100.000 Einwohner und ist die Hauptstadt des gleichnamigen Distrikts.

## Lage
Barmer liegt in der Halbwüste Thar etwa 156 km (Fahrtstrecke) südlich von Jaisalmer bzw. ca. 200 km südwestlich von Jodhpur in einer Höhe von ca. 173 m ü. d. M. Die pakistanische Grenze ist nur etwa 60 km entfernt.

## Bevölkerung
Von den knapp 100.000 Einwohnern sind ca. 52,5 % männlich und 47,5 % weiblich. Die  Alphabetisierungsrate von ca. 80 % liegt deutlich über dem indischen Durchschnitt. Ca. 81 % der Einwohner sind Hindus, ca. 12 % sind Jains und nur gut 6 % sind Moslems; Christen, Sikhs und Buddhisten bilden religiöse Minderheiten. Man spricht Rajasthani oder Hindi, seltener auch Urdu.

## Wirtschaft
Barmer war ein wichtiger Verkehrsknotenpunkt zwischen der nordindischen Ganges-Ebene und der ehemaligen Provinz Sindh mit den Städten Karatschi, Thatta und Hyderabad. Die heutigen Bewohner der Stadt leben vom Handel, Handwerk und dem Dienstleistungsgewerbe; seit der Loslösung Pakistans ist Barmer eine bedeutende Garnisonsstadt.

## Geschichte
Der Name Barmer stammt von dem Herrscher Bahada Rao oder auch Bar Rao, der die Stadt im 13. Jahrhundert gegründet haben soll. Damals hieß die Stadt Bahadamer („Hügelfestung von Bahada“). Zur Zeit der islamischen Herrschaft über den Norden Indiens gehörte die Stadt zum Sultanat Gujarat; seit dem 18. Jahrhundert dominierten die Briten.

## Sehenswürdigkeiten
Die Stadt selbst verfügt über keine historisch bedeutsame Sehenswürdigkeiten. Mehrere Jain-Tempel stehen in der Umgebung. Der für die Region bedeutsame Nakoda-Jain-Tempel befindet sich etwa auf halber Strecke nach Jodhpur. Ca. 40 km westlich liegen die Ruinen der einstmals bedeutenden Kiradu-Tempel.